# Abraham Lempel
Abraham Lempel (Lviv, 10 de fevereiro de 1936 – 5 de fevereiro de 2023) foi um cientista da computação israelense nascido na Polônia. É um dos pais da família LZ de compressão sem perda de dados.
Estudou na Technion em Haifa, no Departmento de Engenharia Elétrica, onde obteve o bacharelado em 1963, um mestrado em 1965 e um doutorado em 1967. Em seguida foi para a Universidade do Sul da Califórnia. Em 1971 retornou para a Technion, onde foi professor de informática. Neste meio tempo esteve no Thomas J. Watson Research Center.
Sua obra significativamente histórica começou com a apresentação do algoritmo LZ77 em um artigo com o título A Universal Algorithm for Sequential Data Compression no IEEE Transactions on Information Theory, maio de 1977, com Jacob Ziv.
Os seguintes algoritmos referenciam na Lempel na letra L:
- 1977: LZ77 (Lempel-Ziv)
- 1978: LZ78 (Lempel-Ziv)
- 1984: LZW (algoritmo de Lempel-Ziv-Welch)
- LZR (LZ-Renau)
- LZS (Lempel-Ziv-Stac)
- LZO (Lempel-Ziv-Oberhumer)
- 1998: LZMA (algoritmo de Lempel-Ziv-Markow)

LZH também referencia Lempel.
Seus trabalhos formaram a base para formatos gráficos comprimidos como GIF, TIFF e JPEG.
Recebeu em 1997 o Prêmio Paris Kanellakis.

## Morte
Lempel morreu no dia 5 de fevereiro de 2023, aos 86 anos.